# Ski acrobatique aux Jeux olympiques de 2018
Navigation
Sotchi 2014 Pékin 2022
Les épreuves de ski acrobatique aux Jeux olympiques d'hiver de 2018 ont lieu du 9 au 23 février 2018 au Bokwang Phoenix Park dans le district de Pyeongchang, en Corée du Sud.

## Résultats
| Épreuve                        | Médaille d'or             | Médaille d'or | Médaille d'argent             | Médaille d'argent | Médaille de bronze           | Médaille de bronze |
| Hommes                         | Hommes                    | Hommes        | Hommes                        | Hommes            | Hommes                       | Hommes             |
| ------------------------------ | ------------------------- | ------------- | ----------------------------- | ----------------- | ---------------------------- | ------------------ |
| Bosses résultats détaillés     | Mikaël Kingsbury (CAN)    | 86,63         | Matt Graham (AUS)             | 82,57             | Daichi Hara (JPN)            | 82,19              |
| Sauts résultats détaillés      | Oleksandr Abramenko (UKR) | 128,51        | Jia Zongyang (CHN)            | 128,05            | Ilia Burov (OAR)             | 122,17             |
| Ski cross résultats détaillés  | Brady Leman (CAN)         |               | Marc Bischofberger (SUI)      |                   | Sergueï Ridzik (OAR)         |                    |
| Halfpipe résultats détaillés   | David Wise (USA)          | 97,20         | Alex Ferreira (USA)           | 96,40             | Nico Porteous (NZL)          | 94,80              |
| Slopestyle résultats détaillés | Øystein Bråten (NOR)      | 95,00         | Nick Goepper (USA)            | 93,60             | Alex Beaulieu-Marchand (CAN) | 92,40              |
| Femmes                         |                           |               |                               |                   |                              |                    |
| Bosses résultats détaillés     | Perrine Laffont (FRA)     | 78,65         | Justine Dufour-Lapointe (CAN) | 78,56             | Yuliya Galysheva (KAZ)       | 77,40              |
| Sauts résultats détaillés      | Hanna Huskova (BLR)       | 96,14         | Zhang Xin (CHN)               | 95,52             | Kong Fanyu (CHN)             | 70,14              |
| Ski cross résultats détaillés  | Kelsey Serwa (CAN)        |               | Brittany Phelan (CAN)         |                   | Fanny Smith (SUI)            |                    |
| Halfpipe résultats détaillés   | Cassie Sharpe (CAN)       | 95,80         | Marie Martinod (FRA)          | 92,60             | Brita Sigourney (USA)        | 91,60              |
| Slopestyle résultats détaillés | Sarah Höfflin (SUI)       | 91,20         | Mathilde Gremaud (SUI)        | 88,00             | Isabel Atkin (GBR)           | 84,60              |

## Tableau des médailles
| Rang | Pays             | Médaille d'or, Jeux olympiques | Médaille d'argent, Jeux olympiques | Médaille de bronze, Jeux olympiques | Total |
| 1    | Canada           | 4                              | 2                                  | 1                                   | 7     |
| 2    | États-Unis       | 1                              | 2                                  | 1                                   | 4     |
| 2    | Suisse           | 1                              | 2                                  | 1                                   | 4     |
| 4    | France           | 1                              | 1                                  | 0                                   | 2     |
| 5    | Biélorussie      | 1                              | 0                                  | 0                                   | 1     |
| 5    | Norvège          | 1                              | 0                                  | 0                                   | 1     |
| 5    | Ukraine          | 1                              | 0                                  | 0                                   | 1     |
| 8    | Chine            | 0                              | 2                                  | 1                                   | 3     |
| 9    | Australie        | 0                              | 1                                  | 0                                   | 1     |
| 10   | OAR              | 0                              | 0                                  | 2                                   | 2     |
| 11   | Japon            | 0                              | 0                                  | 1                                   | 1     |
| 11   | Kazakhstan       | 0                              | 0                                  | 1                                   | 1     |
| 11   | Grande-Bretagne  | 0                              | 0                                  | 1                                   | 1     |
| 11   | Nouvelle-Zélande | 0                              | 0                                  | 1                                   | 1     |